# Carl Albert Hagen
Carl Albert Hagen (* 23. Februar 1839 als Albert Carl Gustav Jacobson in Berlin; † 23. Oktober 1910 in Rostock) war ein preußischer Landrat der Kreise Schroda und Münster.

## Leben
Carl Albert Hagen legte im Jahre 1858 die Prüfung zum Auskultator ab und bestand 1861 das Examen als Gerichts-Referendar. Am 17. Januar 1866 folgte die Prüfung zum Gerichts-Assessor. Seinen Militärdienst leistete er als Einjährig-Freiwilliger und war Premierleutnant in der Landwehr.
Am 12. August 1861  wurde er Gerichts-Referendar beim Kammergericht Berlin. Seine Ernennung zum Regierungs-Referendar bei der Regierung Stettin erhielt er am 14. Januar 1862; seine Ernennung zum Regierungs-Assessor war am 19. Februar 1866. Am 8. Oktober 1866 wurde er an die Bezirksregierung Danzig überwiesen. Am 8. April 1867 wechselte er zur Bezirksregierung Posen. Zum Landrat des Kreises Schroda wurde er am 7. April 1869 ernannt.
Am 29. März 1874 wurde er mit der kommunalen Verwaltung des Landratsamtes des Kreises Münster beauftragt und am 17. September 1875 Landrat des Kreises Münster. Am 23. Juni 1887 wurde er Oberregierungsrat bei der Regierung Arnsberg und am 3. Februar 1892 Oberpräsidialrat bei der Regierung Stettin. Hagen wurde am 25. September 1903 in den Ruhestand versetzt. Er war Mitglied des Historischen Vereins Münster.

## Ehrungen
- Roter Adlerorden II. Klasse mit Eichenlaub  (Teilnehmer an dem Feldzug 1866).
- Landwehrdienstauszeichnung II. Klasse
- Kronenorden II. Klasse

## Belege
1. ↑  Standesamt Rostock: Sterberegister. Nr. 999/1910.

| Personendaten    | Personendaten                              |
| ---------------- | ------------------------------------------ |
| NAME             | Hagen, Carl Albert                         |
| ALTERNATIVNAMEN  | Jacobson, Albert Carl Gustav (Geburtsname) |
| KURZBESCHREIBUNG | preußischer Landrat                        |
| GEBURTSDATUM     | 23. Februar 1839                           |
| GEBURTSORT       | Berlin                                     |
| STERBEDATUM      | 23. Oktober 1910                           |
| STERBEORT        | Rostock                                    |